# Runrig

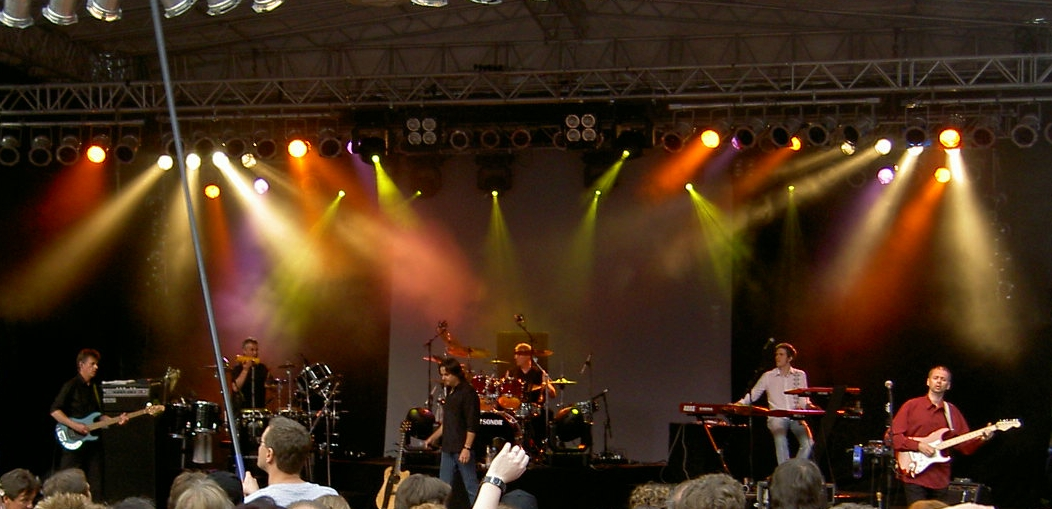
Runrig naživo

Runrig byla skotská folkrocková skupina, aktivní v letech 1973 - 2018. Dosáhla značné popularity ve Spojeném království, Dánsku a Německu. Jako první provedla fúzi rockové hudby s gaelskou kulturou a podpořila vzestup zájmu Skotů o vlastní identitu. Mezi nejznámější nahrávky skupiny patří cover verze skotské lidové balady Loch Lomond.

## Historie

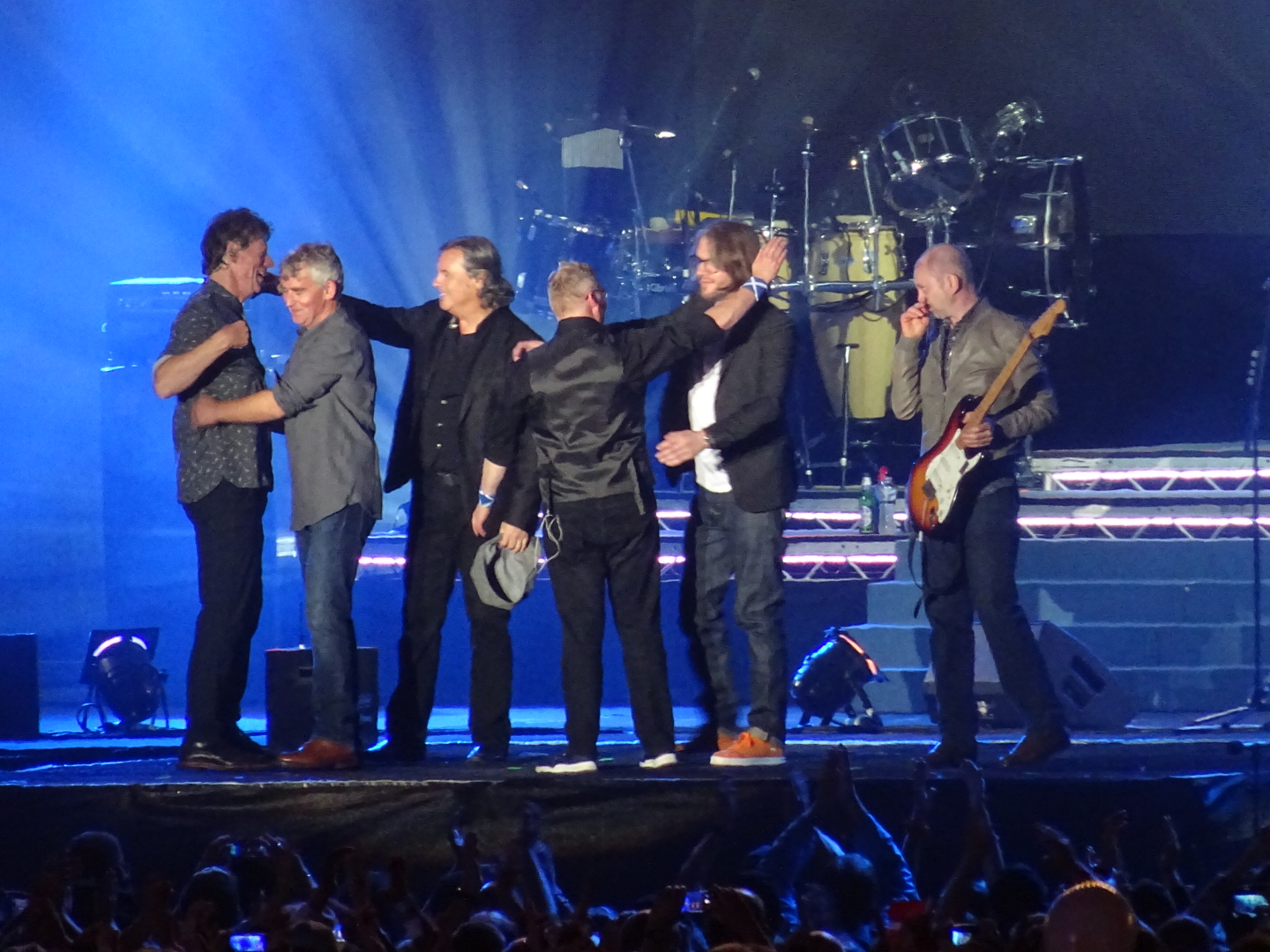
Závěrečný koncert skupiny 18. srpna 2018

Skupina byla založená bratry Rorym and Calumem MacDonaldovými roku 1973 v Portree na ostrově Skye ve skotských Hebridách jako tříčlenný Run Rig Dance band. Zpočátku hrála na svatbách a zábavách, zvaných ve Skotsku ceilidh. V roce 1974 se ke skupině připojil vokalista Donnie Munro, rodilý mluvčí skotské gaelštiny.
V roce 1978 kytarista Malcolm Jones nahradil Roberta Macdonalda. Skupina vydala první album Play Gaelic v tradičním stylu. První singl Loch Lomond byl vydán v roce 1982. Komerčního úspěchu Runrig dosáhli v 90. letech 20. století. V roce 1997 skupinu opustil Donnie Munro, kterého nahradil Bruce Guthro z kanadské provincie Nové Skotsko, v paralelní sólové kariéře zpěvák a producent. V roce 2007 skupina znovu vydala píseň Loch Lomond ve zrychlené verzi, určené původně pro charitativní akci BBC, na níž spolupracovalo sdružení skotských sportovních fanoušků Tartan Army. Píseň se stala hitem a je v této podobě hrána sportovních akcích. Skupina vydávala studiové i koncertní nahrávky, uskutečnila koncerty k 30. a 40. výročí. Činnost ukončila po 45 letech koncertování v roce 2018 vystoupením ve skotském Stirlingu.

Sestava
- Rory MacDonald - basová kytara, zpěv
- Iain Bayne - bicí
- Malcolm Jones - sólová kytara
- Calum MacDonald - perkuse
- Brian Hurren - klávesy
- Bruce Guthro - zpěv, kytara

Bývalí členové:
Donnie Munro, Pete Wishart, Robert Macdonald, Blair Douglas, Campbell Gunn, Richard Cherns
V průběhu existence skupiny Runrig kandidovali dva její členové zvoleni do skotského parlamentu: zpěvák Donnie Munro za Labouristickou stranu v roce 1997 (nebyl zvolen) a klávesista Pete Wishart, který byl v roce 2001 zvolen členem sněmovny za Skotskou národní stranu.
Název skupiny je odvozen od tradičního způsobu obdělávání půdy zvaného run rig. Skupina má i vlastní tartan a whisky.

## Tvorba
Skupina vydala 14 dlouhohrajících desek. Autorem většiny textů jsou Rory a Calum MacDonaldové, Rory byl také nejčastějším skladatelem. Texty písní jsou v angličtině i skotské gaelštině, zabývají se často národními a historickými tématy. V repertoáru byla i píseň Rhythm Of My Heart hitmakera českého původu Johna Capeka proslavená jiným skotským hudebníkem, Rodem Stewartem.
Studiová alba
- Play Gaelic (1978)
- The Highland Connection (1979)
- Recovery (1981)
- Heartland (1985)
- The Cutter and the Clan (1987)
- Searchlight (1989)
- The Big Wheel (1991)
- Amazing Things (1993)
- Mara (1995)
- In Search of Angels (1999)
- The Stamping Ground (2001)
- Proterra (2003)
- Everything You See (2007)
- The Story (2016)

Živé nahrávky
- Once in a Lifetime (1988)
- Transmitting Live (1994)
- Live at Celtic Connections 2000 (2000)
- Day of Days (2004)
- Year of the Flood (2007)
- Party on the Moor (2014)

V roce 2012 bratři MacDonaldové vydali LP a CD The Band From Rockall jako sólový projekt. Název je odkazem na osamělé skalisko Rockall ležící v Atlantiku západně od Hebrid.